# Salinenstraße 18 (Bad Kissingen)

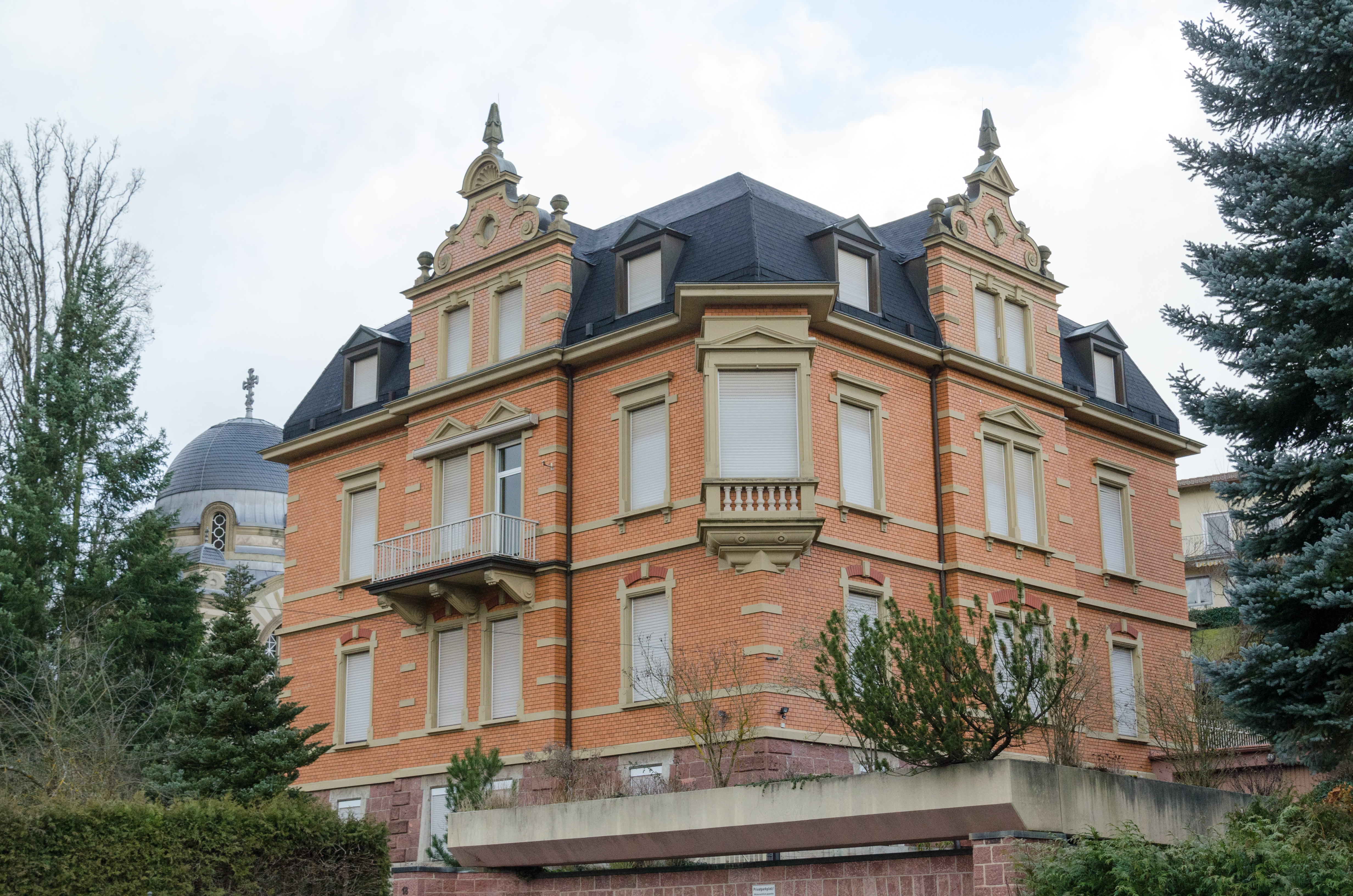
Salinenstraße 18 in Bad Kissingen

Die Villa Salinenstraße 18 in der Salinenstraße in Bad Kissingen, der Großen Kreisstadt des unterfränkischen Landkreises Bad Kissingen, gehört zu den Bad Kissinger Baudenkmälern und ist unter der Nummer D-6-72-114-88 in der Bayerischen Denkmalliste registriert.

## Geschichte
Das Anwesen wurde im Jahr 1895 vom Architekten Josef Wedler im Stil der Neurenaissance errichtet. Bei dem Anwesen handelt es sich um einen zweigeschossigen Klinkerbau mit Sockelgeschoss und abgeschnittenem Walmdach, mit Sandsteingliederung, Zwerchhausrisalit mit Ziergiebel und einer Loggia. Die Villa ist klassischen Formen der Klinker-/Haustein-Architektur gestaltet. Der schräg gestellte Eckerker scheint die Hauptfronten der Villa zusammenzuhalten.
Zu der Villa gehört eine gleichzeitig entstandene Einfriedung.